# Walcheren

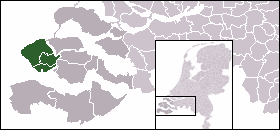
Poloha poloostrova

Walcheren je kraj a poloostrov na západě nizozemské provincie Zeeland a sestává ze tří okresů – Middelburg, Veere a Vlissingen. Walcheren je obklopen Severním mořem, západním ramenem Šeldy (Westerschelde) a Veerským jezerem (Veerse Meer). Původní ostrov Walcheren je v současnosti pokračováním poloostrova Zuid-Beveland. Walcheren čítá 113 tisíc obyvatel na rozloze 216 km², čímž je nejhustěji obydleným ostrovem provincie Zeeland.

## Historie

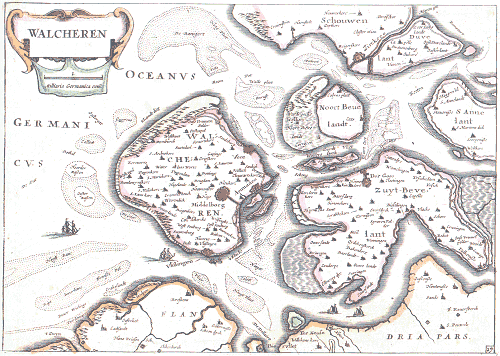
Mapa Walcheren z roku 1660

### Období Říma
Walcheren byl v této době obydlenou oblastí, přičemž město Domburg bylo důležitým obchodním místem. Pravděpodobné jméno města Domburg v těchto časech bylo Walichrum, což vysvětluje zároveň původ jména Walcheren. V roce 1647 byly objeveny zbytky chrámu zasvěceného bohyni Nehalennii. Byly zde také nalezeny oltáře. Ty byly z vděčnosti za bezpečnou plavbu věnovány bohyni obchodníky. Ve třetím a čtvrtém století došlo k záplavám velké části Zeelandu a území zůstalo poté neobydlené.

### Středověk

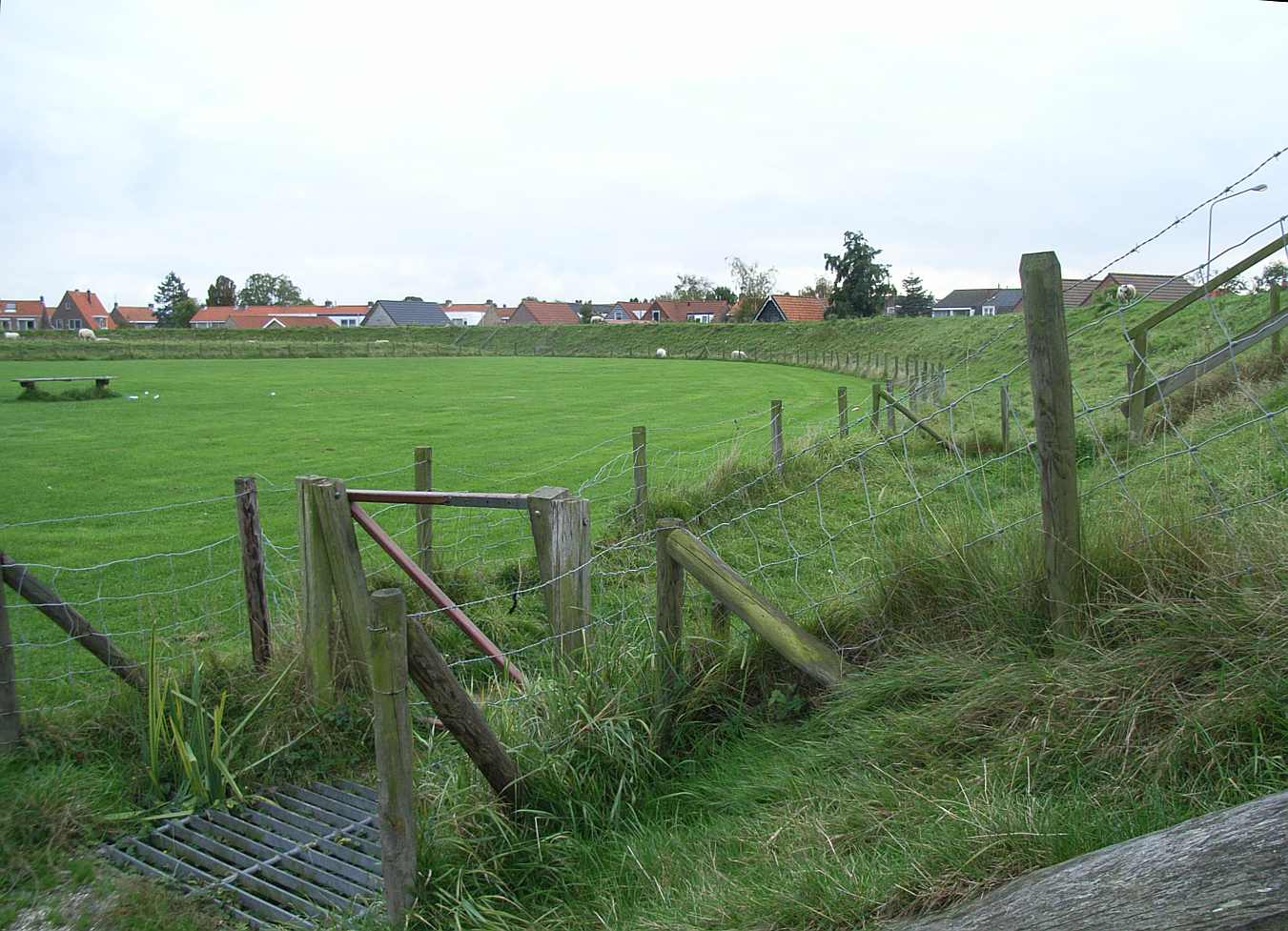
pozůstatky hradiště v Oost-Souburgu

V devátém století byly založeny hradiště k ochraně proti vpádům Normanů u měst Middelburg, Domburg (de duinburg – hrad v dunách) a Oost-Souburg (de zuidburg – jižní hrad). Hradiště v Oost-Souburgu je zrestaurováno, v Middelburgu ho lze rozeznat v mapě města. Sedláci v tomto území, kde ještě nebyly vytvořeny poldery vytvářeli malé kopečky k ochraně proti záplavám. V roce 1014 bylo území právě takovou povodní postiženo. Od jedenáctého století byly na Zeelandu kousek po kousku vytvořeny poldery mnichy z Flander, díky čemuž se nebezpečí záplav zmenšilo. Plodná zeelandská půda byla velice vhodná pro zemědělství a blahobyt vzrůstal díky zámořskému obchodu. Od dvanáctého století se objevovaly vesnice a města. Díky dobré dostupnosti po moři vzrůstal velice rychle od 14. století význam měst jako Middelburg, Veere a Vlissingen.

### 16. a 17. století
Šestnácté století bylo z historického hlediska zajímavou dobou, v které území prošlo dobrými a špatnými časy. Během osmdesátileté války bylo území často zatahováno do válečného obchodování. Ale území postihly také záplavy, mimo jiné záplava všech svatých (Allerheligenvloed) v roce 1570.

### 18. a 19. století
Tato století byla periodou klesajícího blahobytu. Ekonomie stagnovala s výjimkou zemědělství. Od 30. července do 10. prosince 1809 proběhla britská expedice na Walcheren a byla neúspěšným pokusem o ovládnutí přístavu v Antverpách během války páté koalice proti Napoleonovi. V roce 1872 byla prodloužena železnice z Zuid-Bevelandu až do Vlissingenu. To byl důvod pro postavení přehrady Sloedam mezi ostrovem Walcheren a Zuid-Bevelandem. Od postavení přehrady Sloedam se stal z ostrova Walcheren poloostrov.

### Druhá světová válka

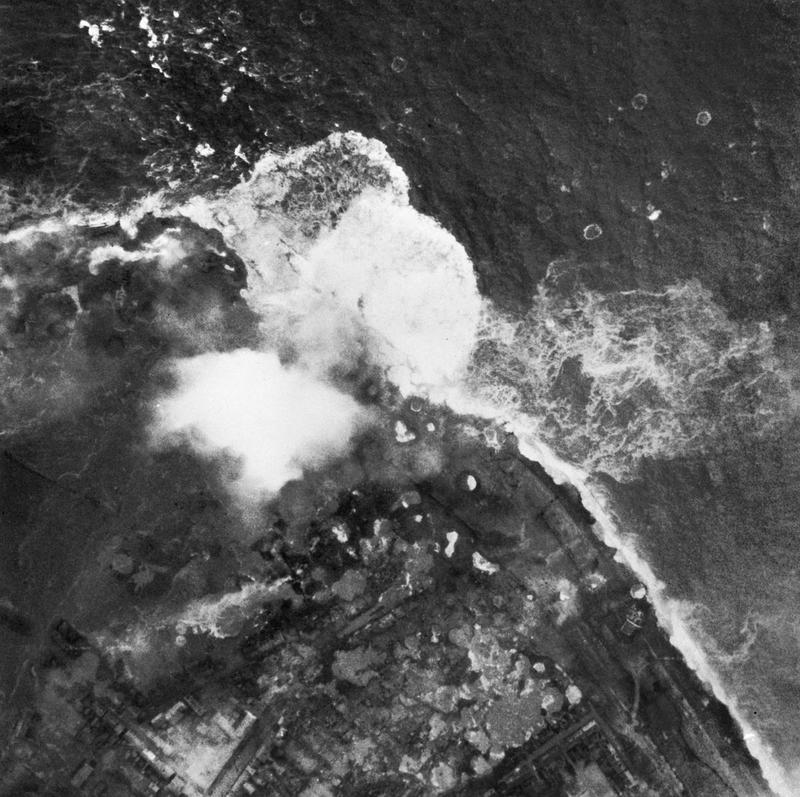
Výbuch bomby při spojeneckém náletu na přehrady na Walcheren 3. října 1944

Po vylodění v Normandii v červnu 1944 postupovali spojenci rychle směrem k nizozemské hranici. V září byly osvobozeny jižní provincie, včetně provincie Zeeuws-Vlaanderen. Neúspěch operace Market Garden znamenal dočasný konec postupu. Také na Walcheren byli pány ještě Němci a ovládali tak přístupovou cestu k přístavnímu městu Antverpy. Ale spojenecké vojsko potřebovalo velký přístav – a přístavy v Normandii byly malé a příliš daleko. K zpřístupnění cesty do Antverp bylo tedy potřeba ovládnutí poloostrova Walcheren. Ale silná německá obrana učinila z vylodění zde riskantní záležitost. Proto vybombardovali spojenci 3. října hráze u Westkapelle na Walcheren. I přes varování civilistů pomocí letáků dne 2. října bylo usmrceno 80 obyvatel Westkapelle. 600 z 650 rodinných domků bylo zničeno. Hráze u Vlissingenu a Veere byly také bombardovány a 17. října byl znovunapadeno Westkapelle, aby byly zvětšeny a prohloubeny otvory v hrázi. Walcheren se díky tomu ocitl pod vodou, což způsobilo ochromení německé obrany jako přípravu na napadení z moře. 1. listopadu dorazily do Westkapelle a Vlissingenu především britské a norské jednotky a po těžkých bojích byl Walcheren konečně 8. listopadu 1944 osvobozen. Walcheren je tak po Normandii jediným místem, kde se podařilo spojencům prolomit německý Atlantický val.

### Povodeň v roce 1953
V noci z 31. ledna na 1. února 1953 byl Zeeland postižen povodní. Walcheren zůstal z větší části povodni uchráněn. Aby se takovému neštěstí do budoucna předešlo, byly od roku 1958 budovány přehrady projektu Deltawerken. Vedlejším efektem tohoto projektu bylo zkvalitnění spojení se zbytkem Nizozemí (díky silnicím, které od té doby po přehradách vedou).

### Deltawerken
Přehrada Veerse Gatdam z roku 1961, součást projektu Deltawerken, spojuje Walcheren s Noord-Bevelandem. Dřívější Veerse Gat (Veerský průliv) se od té doby nazývá Veerse Meer (Veerské jezero) a je populárním sportovní oblastí přitahující spoustu turistů. Přístav města Veere není již od té doby kvůli své poloze spojen s mořem, kvůli čemuž se rybářská flotila musela přestěhovat. Délka pobřeží se však založením přehrady podstatně zkrátila, což silně zmenšilo nebezpečí záplav pro Walcheren.

## Poloha

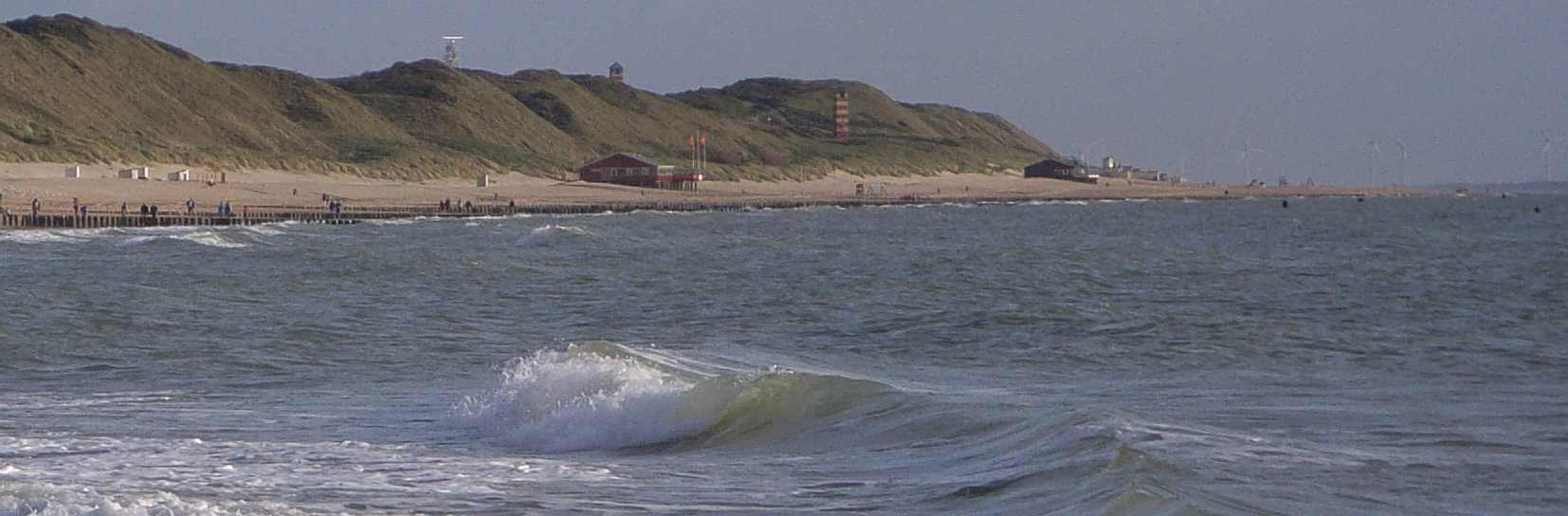
pláž a duny u Dishoeku

Walcheren je převážně venkovskou oblastí. Dvě velká města na ostrově jsou Vlissingen a Middelburg, které tvoří společně aglomeraci. Severně od Middelburgu leží historické městečko Veere u Veerského jezera. Největší vesnicí na Walcheren je Koudekerke nacházející se západně od Vlissingenu a Middelburgu (i když vlastně největší vesnicí je Oost-Souburg s 10 500 obyvateli, ale ta je už počítána jako čtvrť Vlissingenu). Na Walcheren je několik lázní, z nichž nejznámější je asi Domburg. Dalšími lázněmi jsou Zoutelande, Dishoek, Westkapelle, Oostkapelle a Vrouwenpolder.

## Okresy
Od 1. ledna 1997 je Walcheren rozdělen na tři okresy: Middelburg, Veere a Vlissingen.

## Doprava

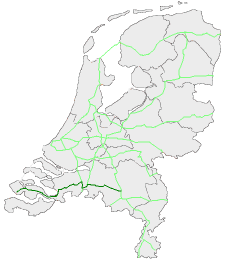
trasa silnice A58 z Vlissingenu do Eindhovenu

Nejdůležitější silniční spojnicí je silnice A58 z Eindhovenu do Vlissingenu. Vlissingen je zároveň konečnou stanicí železniční linky Roosendaal – Vlissingen (tzv. Zeeuwse Lijn – zeelandská linka). Trajekt do města Breskens dnes již nepřepravuje automobily. Silniční spojení s Zeeuws-Vlaanderen je umožněno díky tunelu pod západní Šeldou (Westerscheldetunnel). V roce 2010 by měl být postaven plánovaný obchvat Middelburgu, N57. Silnice N57 v současnosti protíná Middelburg a stará se tak o časté automobilové zácpy v jeho centru. Nová trasa silnice N57 je plánována přes Nieuw- a Sint- Joosland až k Veerské přehradě, délka nové trasy je 13.4 km. Na východ od Middelburgu kříží nová silnice kanál skrz Walcheren pomocí akvaduktu. Silnice bude z větší části čtyřproudová.

## Lokální rozhlas a televize
Od roku 2007 má Walcheren vlastní televizi a rozhlas – TV Walcheren.